# دهدیال
دهدیال (به انگلیسی: Dhudial) یک روستا در پاکستان است که در ناحیه چکوال واقع شده‌است.